# ماركو مارياني
ماركو مارياني (بالإيطالية: Marco Mariani)‏ هو لاعب كرة قدم إيطالي في مركز الوسط، ولد في 25 ديسمبر 1992 في أتري في إيطاليا. لعب مع نادي تشيزينا.